# جيورجي ناغي
جيورجي ناغي (بالمجرية: Nagy György)‏ هو لاعب كرلنغ مجري، ولد في 2 يناير 1965 في بودابست في المجر.

## وصلات خارجية
- جيورجي ناغي على موقع الاتحاد الدولي للكرلنغ (الإنجليزية)